# Луганский литейный завод
Луганский литейный завод — казённое предприятие по выплавке и изготовлению изделий из чугуна, существовавшее в Российской Империи с 14 (25 ноября) 1795 года по 20 июня 1887 года, и ставшее первенцем российской металлургии и градообразующим предприятием для Луганска.
В разные годы Луганский литейный завод производил боеприпасы, вооружение, станки, весовые гири, разнообразную продукцию гражданского назначения.

## История

### Предпосылки возникновения завода

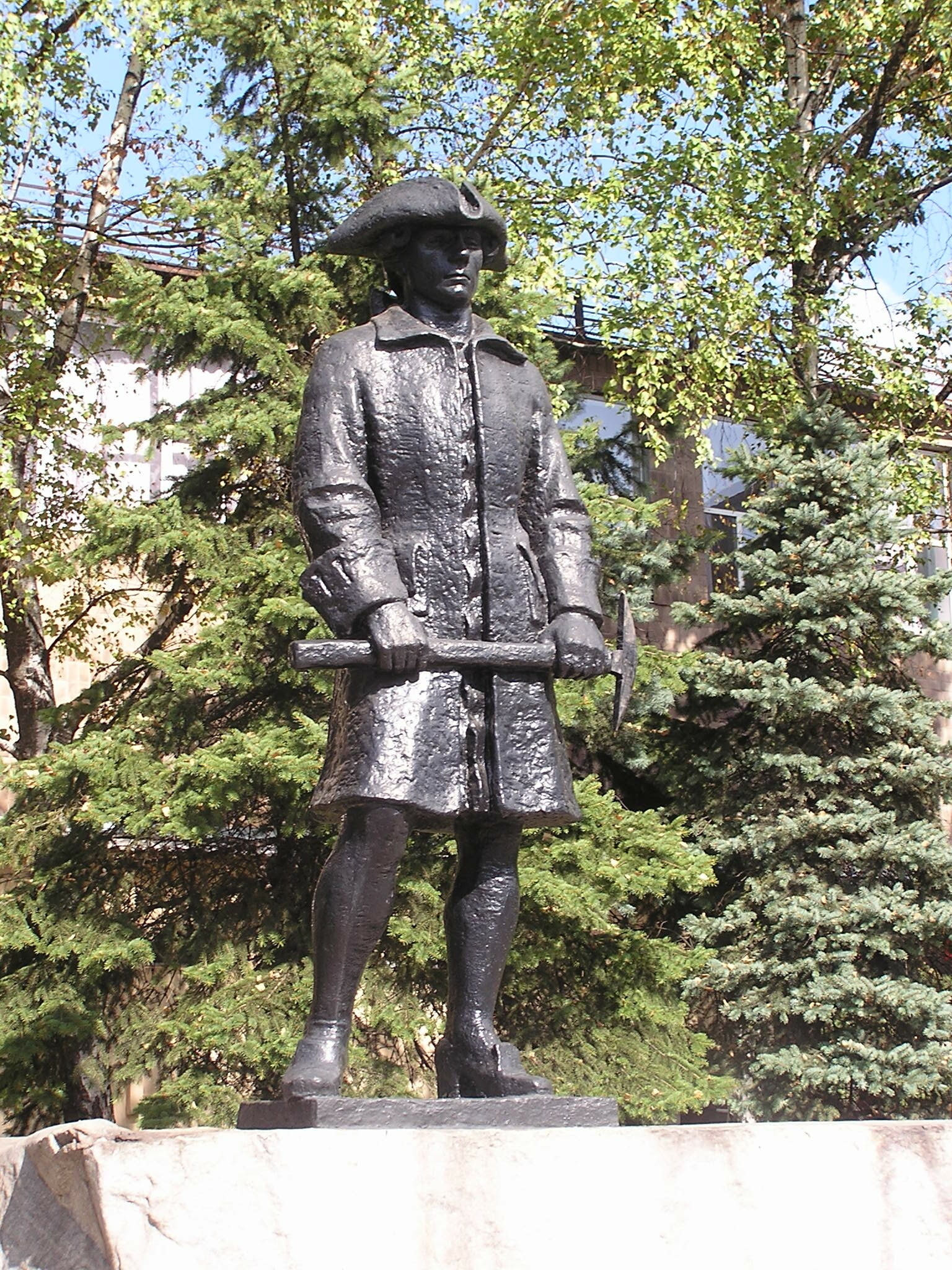
Памятник Григорию Капустину в Макеевке

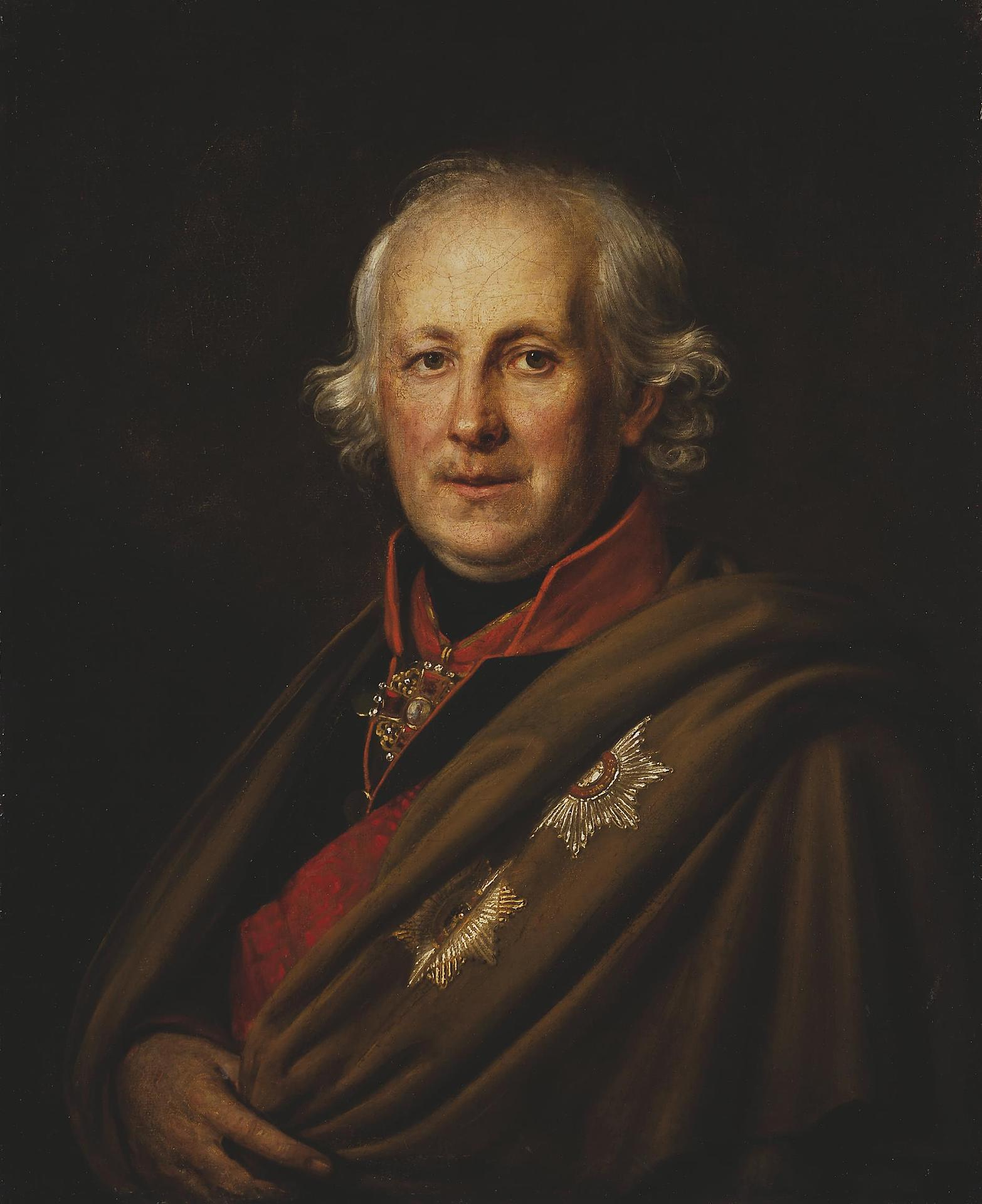
Николай Семёнович Мордвинов

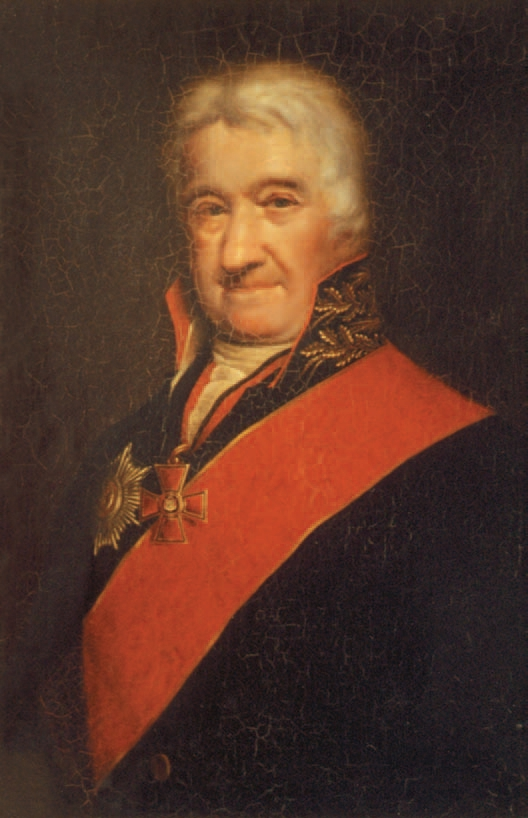
Карл Гаскойн, 1790-е годы

С 1715 по 1723 годы, по указанию Петра I, русский рудознатец (геолог) Григорий Капустин участвовал в экспедициях, открывая месторождения золота, серебра и других полезных ископаемых в воронежском и устюжском краях, а также месторождений каменного угля в районе нынешнего Донецкого каменноугольного бассейна. В конце 1722 года на реке Кундрючьей Капустин открыл месторождения каменного угля.
В сентябре 1721 года в верховьях Лугани, в балке Скелеватой, экспедиция во главе с управляющим Бахмутским соляным промыслом лантратом Никитой Вепрейским и надзирателем Бахмутской крепости капитаном Семёном Чирковым нашла пласт «горюч-камня» (каменного угля), дав начало работам по геологической разведке Донецкого каменноугольного бассейна..
Вскоре были обнаружены новые залежи угля на реке Беленькой (в настоящее время — Белая) — правом притоке Лугани, в Городних буераках (возле села Городище). С 1723 для нужд солепромыслов здесь началась любительская добыча угля. В 1725 уже полноценная научная экспедиция во главе с англичанином Никсоном подтвердила высокое качество местного угля. Однако после смерти Петра 1 и начала русско-турецких войн освоение края затормозилось. Разведанный геологами уголь до конца XVIII века промышленно не разрабатывался.
Лишь с 1792 года матросы Черноморского флота Российской империи под руководством инженера-капитана Ивана Аврамова организовали здесь разведку и добычу топлива, которое отправлялось в Николаев и другие порты. Добыча угля однако не была систематической, к тому же матросы разрабатывали лишь обнажённые пласты.
Тем временем, 1 октября 1792 года командующий Черноморским флотом Российской империи вице-адмирал Николай Семёнович Мордвинов подал правительству рапорт о состоянии флота на юге России, в котором, в качестве фактора для отражения турецко-татарской опасности, отметил острую проблему необходимости закладки на юге страны нового оружейного завода.
Мордвинов настаивал на оснащении российского флота чугунными корронадами системы Гаскойна, возглавлявшего в своё время Карронский металлургический завод (англ. Carron Company) в Шотландии.
Следует отметить, что ему возражал адмирал Пущин и его сторонники, которые предлагали вооружить флот медными гаубицами. Однако Николай Мордвинов подсчитал, что для флота потребуется 2814 пушек разных калибров и если их изготовлять из меди, как это было до тех пор, потребуется 287324 пуда этого цветного металла. Стоимость подобного количества меди выльется казне в огромную по тем времена сумму — 6 млн 643 тыс. 500 руб, а для добычи такого количества меди в то время потребовалось бы несколько лет.
В результате правительство приняло предложение Николая Мордвинова.
Для решения поставленной задачи с целью изучения сырьевой базы и выбора места для строительства завода в район Лугани был направлен шотландский инженер Карл (Чарльз) Гаскойн.
Летом 1794 года Карл Гаскойн прибыл на Северский Донец, где у села Третья Рота (Верхнее) повстречал команду Николая Аврамова, добывавшую каменный уголь в балке Ореховой.
Кроме того, он побывал на каменноугольных месторождениях в Лисьем Буераке.
Об этом он писал графу Платону Александровичу Зубову 27 июля 1794 года:
Сим за долг почитаю донесть Вашему высокопревосходительству, что я уже обозрел тот уезд здешней губернии, который наипаче изобилует приисками каменного угля и железных руд и ныне отправляюсь для согласования собранных мною сведений и примечаний с тем, что ещё может быть нужно знать от его превосходительства Николая Семёновича Мордвинова.
Гаскойн выполнил поручение и заверил правительство, что «найденные прииски железной руды и каменного угля по освидетельствованию обещают богатейшее количество сих минералов в наилучшем качестве».

### Создание литейного завода

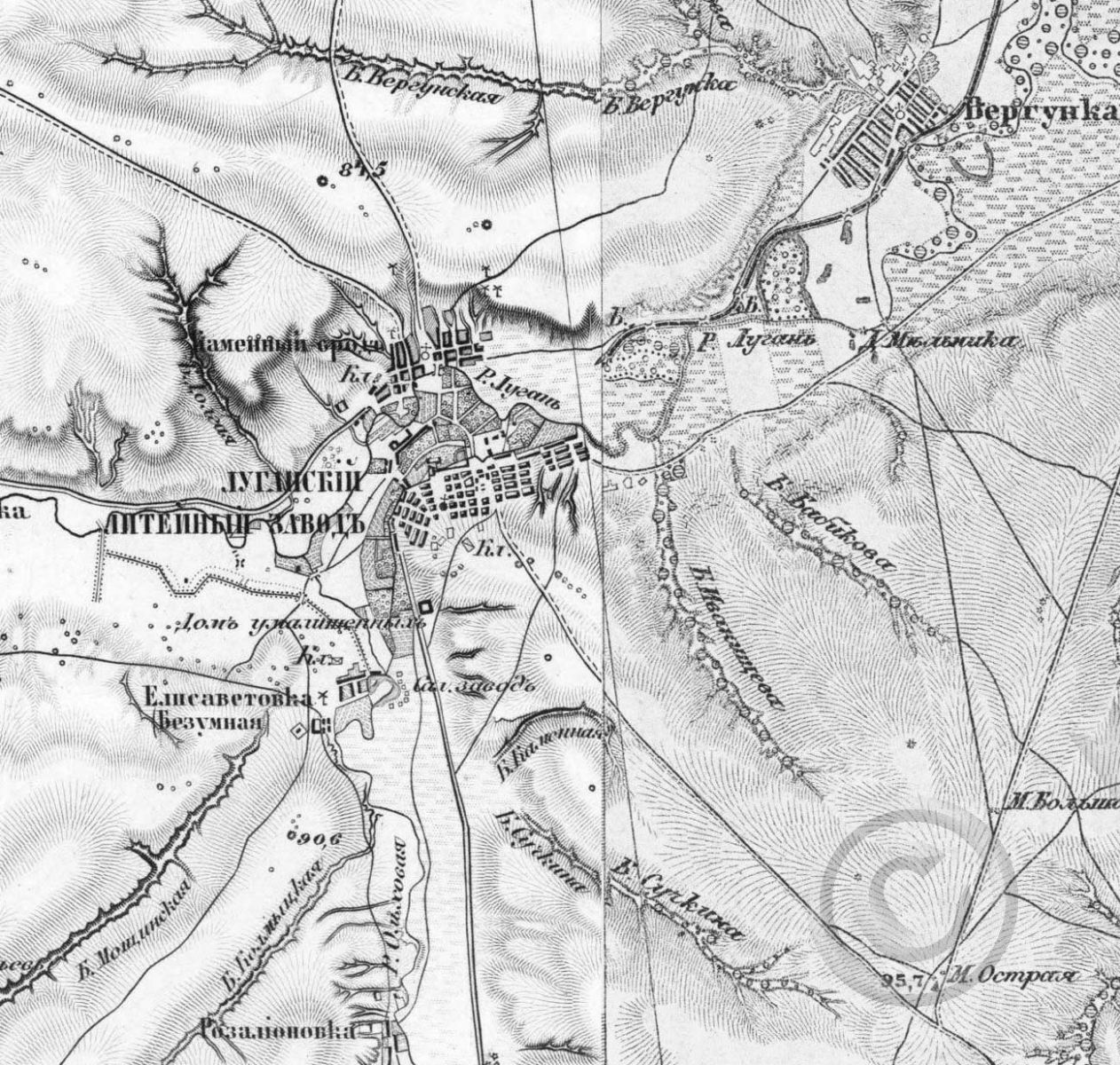
Трёхверстовая карта Луганского Литейного завода с карты Земли Войска Донского, Харьковской и Екатеринославской губерний 1913 года

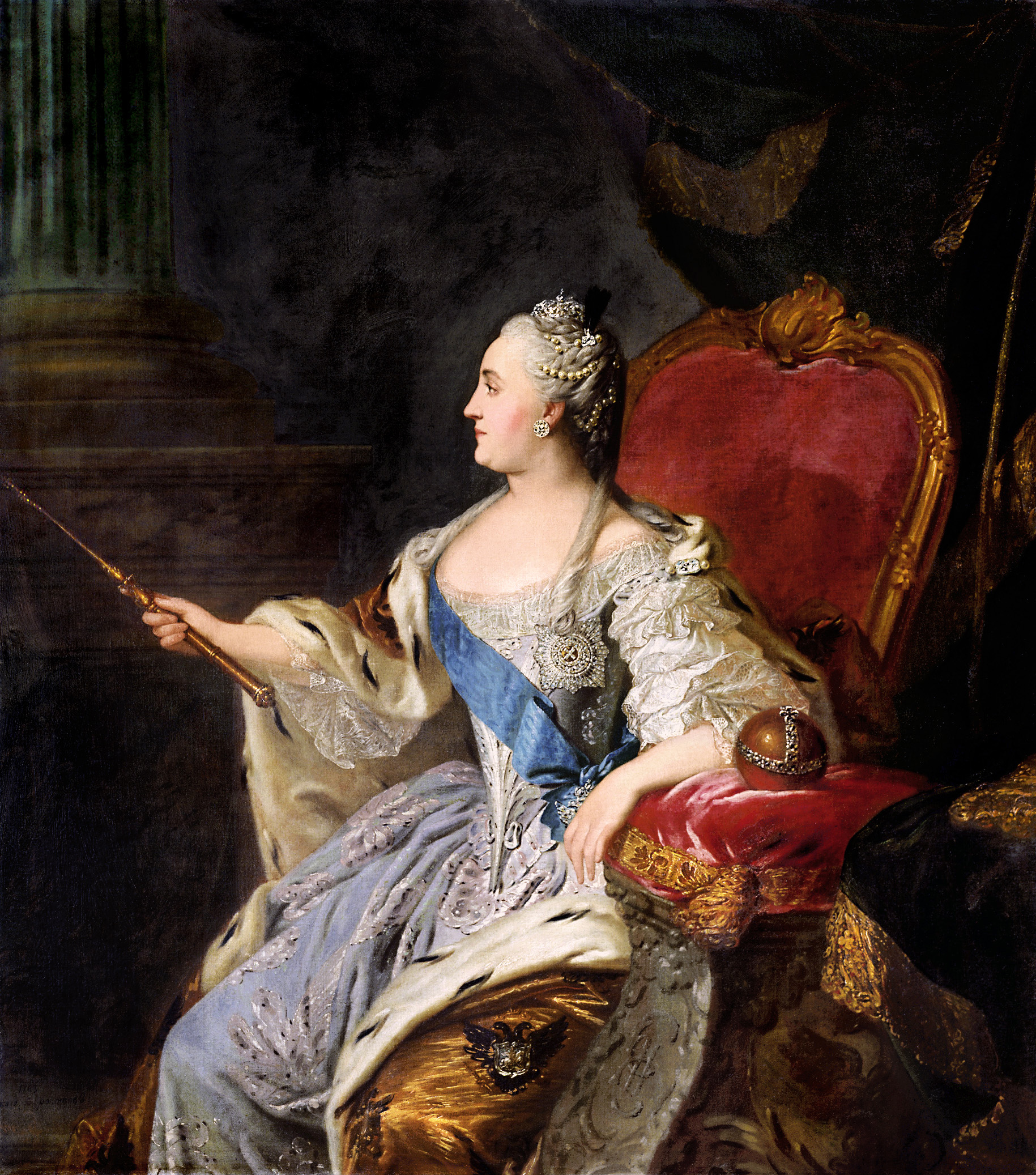
Екатерина II

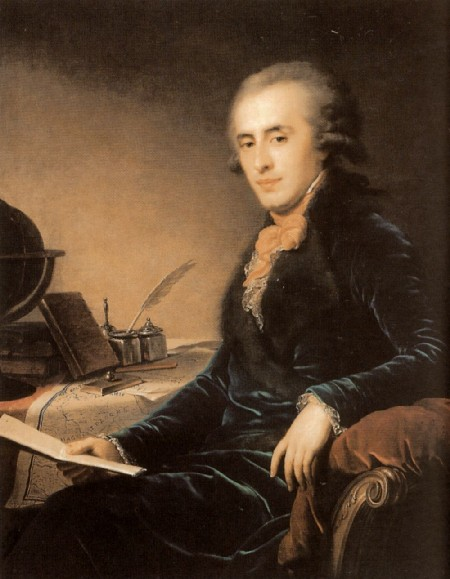
Платон Зубов

По результатам изысканий Карла Гаскойна, 14 (25 ноября) 1795 года Екатерина II издала указ «Об устроении литейного завода в Донецком уезде при реке Лугани и об учреждении ломки найденного в той стране каменного угля», который гласил:
В Славяно-сербском уезде Екатеринославской губернии учредить литейный завод. Употребить на это важное дело 715733 рубля, оставшихся от вооружения Черноморского флота. Определить заводу до трёх тысяч мастеровых и поселян.
Устройство завода возлагалось на генерал-губернатора Платона Александровича Зубова.
Директором Луганского литейного завода назначили Карла Гаскойна.
Строительство завода велось в течение десяти лет.
Луганский литейный завод строился как предприятие гидравлического действия.
Определив режим реки, Карл Гаскойн решил, что для свободного падения воды необходимо ликвидировать четыре помещичьи водяные мельницы, находившиеся в этой зоне, вместо которых намечалось построить одну более мощную, которая могла бы обеспечить необходимое количество муки.
Об этом шла речь в первом пункте Указа.
Вторым пунктом предусматривалось сооружение канала от реки Лугань ниже устья речки Белая до завода.
Третий пункт документа был посвящён организации разработки каменного угля.
Кроме того Карлу Гаскойну разрешалось пригласить из Англии нескольких мастеров горного дела, пока не будут подготовлены местные специалисты.
Ещё ранней весной 1794 года на правом берегу Лугани, в 15 верстах от её устья, развернулись работы по сооружению литейного завода, а в конце 1795 года на реку приехал направленный Гаскойном английский мастер Томас Ропер, который начал подготовку строительства завода и рудника.
Сёла Каменный брод (основано в 1755 году) и Вергунка стали первыми населёнными пунктами, принявшими строителей и рабочих Луганского литейного завода.
В 1797 году вокруг завода возник посёлок, получивший название Луганский завод.
Рабочие и специалисты для нового завода привлекались из внутренних российских губерний и частично из-за границы.
Основной костяк составили мастеровые, поступившие с Липецкого завода, а также особо квалифицированные рабочие с Александровского пушечно-литейного завода Петрозаводска (Олонецкая губерния), плотники и каменщики из Ярославской губернии.
Весь основной административно-технический персонал состоял из англичан, приглашённых Гаскойном.
Необходимые для Луганского завода машины и механизмы предписывалось изготовить и отправить их зимним путём на наёмных подводах Александровскому заводу, находившемуся в Петрозаводске.
Строительные материалы поступали из окрестных населённых пунктов.
Из Бахмута доставляли алебастр, из Каменного Брода — белый камень и песок для плотины, из Старого Айдара и Трёхизбенки — дуб, из 9-й Роты — кирпич, из села Белого — дикий камень, мел и известь.
В Конопляном Яру, вблизи деревни Егорьевка генерал Георгий Иванович Шевич разрешил заводу бесплатно добывать дикий камень, за что позже, Александр I преподнёс ему дорогой подарок — золотую, осыпанную бриллиантами табакерку с именем царя.
Для кладки домны необходим был особо прочный кирпич.
Поэтому первым объектами на территории будущего завода стали два кирпичных завода: один по производству огнеупорного, другой — рядового кирпича.
Следом в 1796 году английским мастером Шерифом был заложен фундамент доменной печи — началось сооружение доменного корпуса, кладку которой поручили вольнонаёмному подрядчику мастеровому Дмитрию Спиридонову.
Потом закладывались здания цехов, и вскоре приступили к сооружению плавильных и обжигательных печей.
Как планировал Карл Гаскойн, для завода возводилось сложное гидротехническое сооружение.
По характеристике министра финансов Петра Фёдоровича Брока, для снабжения завода водой на речке Лугань и впадающей в неё речке Белая устроена огромная плотина, поднимающая воду на 6 аршин и имеющая посередине спуск шириной 50 саженей, через который стекает излишняя вода.
От этой первой плотины в сторону был проведён канал, впадающий в речку Ольховка, которая также поднята подобной плотиной, оттуда канал этот идёт под горой до самого завода на пространстве семи вёрст.
Прямо же от плотины, изливающаяся через спуск первой плотины вода несколько ниже образует новый пруд с такою же плотиною.
На ней была устроена мукомольная мельница, взамен четырёх старых.
Сам завод стоял на низком месте, подтапливаемом весенними водами.
Чтобы предотвратить затопление завода, был насыпан высокий земляной вал наподобие крепостного.
Поблизости от завода был выкопан огромный резервуар, чтобы сохранить на всё лето весеннюю воду.

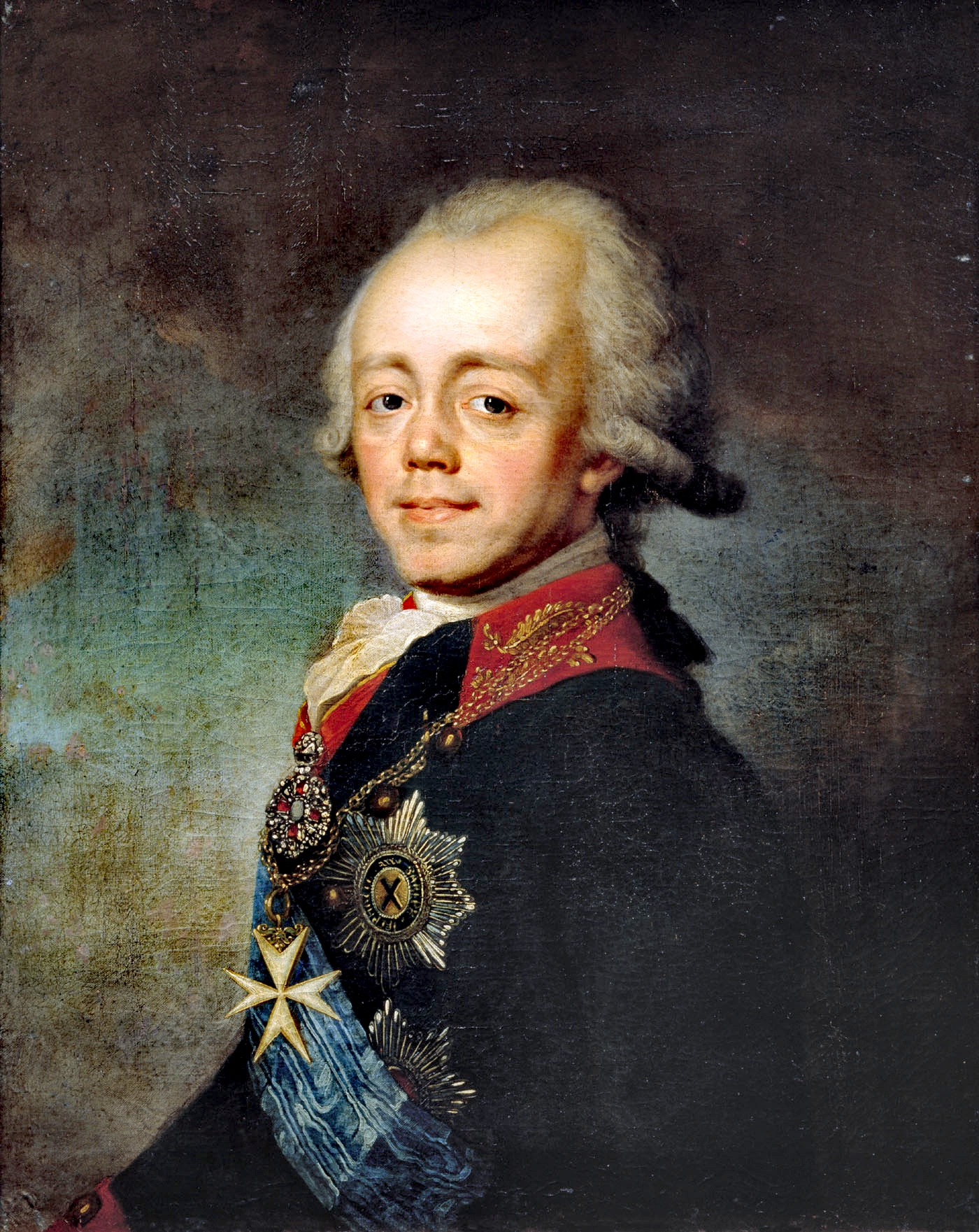
Павел I

Михаил Фёдорович Соймонов

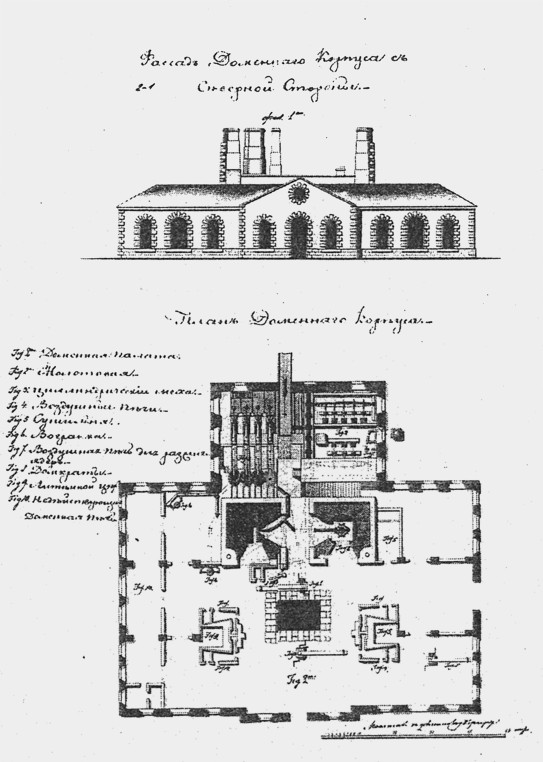
Фасад и план доменного цеха Луганского литейного завода

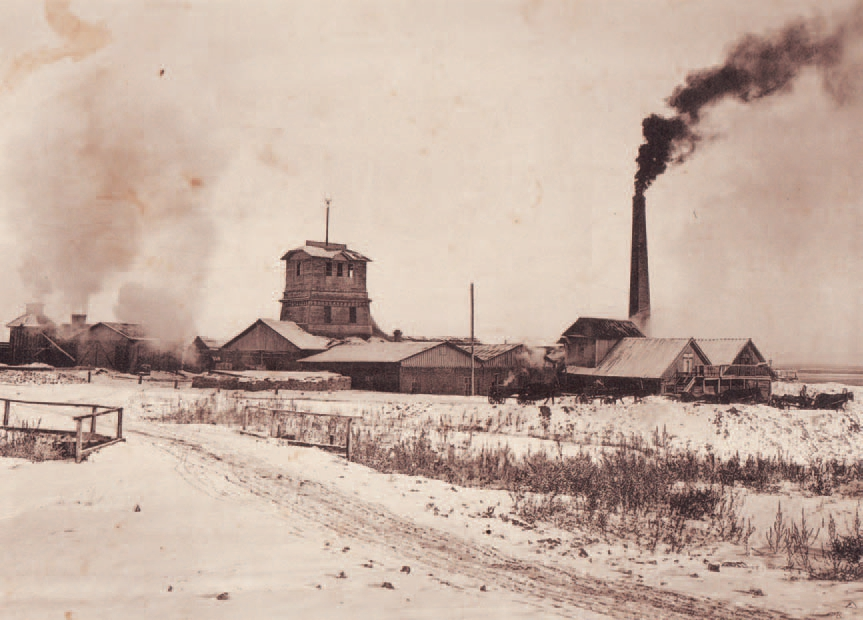
Шахта «Дагмара».
г. Лисичанск. Конец XIX века.

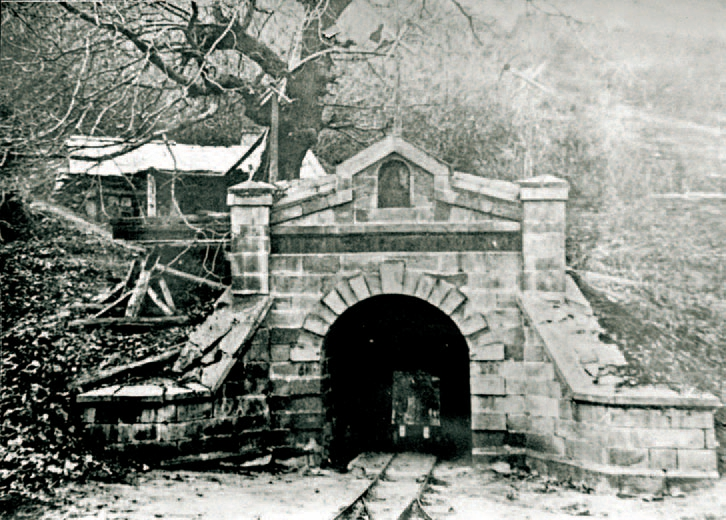
Штольня.
г. Лисичанск. 1887 год.

Неожиданно 6 (17 ноября) 1796 года скончалась Екатерина II и на престол взошёл Павел I, который хотел уничтожить все начинания матери.
Строительство Луганского завода было приостановлено.
Однако правительство вскоре убедилось, что завод в этом крае нужен.
Поэтому руководитель горного ведомства Михаил Фёдорович Соймонов, сократив смету на 97 тыс. рублей ассигнациями, обратился к императору с ходатайством дозволить окончить строительство завода.
Вместе с этим были изложены предложения по комплектованию завода рабочей силой, предлагалось также отмежевать от с. Вергунка землю под завод, зачислить в заводскую собственность леса по Донцу, отдать заводу чугун из Липецка и вышедшие из строя орудия и снаряды для переплавки.
Император в 1797 году удовлетворил просьбу горного ведомства и строительство завода продолжалось.
Топливо для Луганского литейного завода поставлялось из каменноугольного месторождения в балке Лисичьей на земле села Верхнего (Третья Рота).
Именно здесь была заложена первая шахта, которая положила начало промышленной добычи каменного угля не только в Донецком бассейне, но и России в целом.
Первый уголь для литейного завода в Луганске был добыт в апреле 1796 года:
Первая шахта в первый год своей работы выдавала на гора в день до 3-х тонн угля. Шахтёров тогда здесь работало 50 мастеровых и 2 малолетних.
При шахте был построен первый в России шахтёрский посёлок, положивший начало городу Лисичанску.
В 1799 году здесь был произведён первый в России кокс.
В сентябре 1797 года на Луганском литейном заводе вступила в строй первая воздушная печь, рассчитанная на отливку 100 пудов боеприпасов в неделю.
В 1798 году завод выпускает первую свою продукцию — 15670 пудов снарядов для Севастопольских батарей.
На момент запуска завод был сразу обеспечен заказом до 1802 года: Петербургское артиллерийское управление прислало заказ на целую пятилетку.
Он определял изготовление 345 орудий различного калибра и 387153 снарядов.
Первоначально пушки и снаряды отливались на Луганском заводе из привозного чугуна и металлолома.
Однако доставлять чугун с Урала было крайне невыгодно, поэтому перед заводом стояла задача освоить выплавку чугуна из местных руд на каменноугольном коксе.
Это была трудная задача, так как в России до тех пор на минеральном топливе железную руду не плавили, уральские металлургические заводы работали исключительно на древесном угле.
В 1799 году на должность суперинтенданта был приглашён известный английский специалист Джон Валкер, который вместе с Томасом Ропером занялся изысканием железных руд и каменного угля.
Ими была найдена железная руда в селениях Белая (помещика Петра Штерича) и Первозвановка (помещика Георгия Шевича).
В апреле 1799 года на Луганском литейном заводе были «проведены испытания коксу от трёх слоев земляного угля при Третьей Роте в определении оного к проплавке руд здешнего края».
Испытание плавки железной руды на каменноугольном коксе в вагранке (малой доменной печи).
Первая опытная плавка прошла успешно и Карл Гаскойн поспешил рапортовать президенту Берг-коллегии Михаилу Соймонову:
Я и г-н Валкер делали испытание коксу от 3-х слоев земляного угля добытого при 3-й Роте, в отношении оного к проплавке руды здешнего края. И к величайшему удовлетворению моему имею честь Вашему в. п-ву донести, что чугун вышел отменной доброты, так что я ныне совершенно уверен, что со временем на здешнем заводе можно будет отливать всякого рода чугунные вещи лучшей доброты.
4 октября 1800 года на Луганском литейном заводе была запущена первая домна, на которой, впервые в Российской империи чугун был произведён с использованием кокса.
В неё загрузили 31594 пуда сырья: 8555 пудов железной руды из сел Городище, Платовой и 5-й Роты (Приволье), а также из Липецка, 14776 пудов кокса, 7494 пуда и 18 фунтов сырого каменного угля.
В результате плавки получили 3581 пуд 19 фунтов чугуна.
Полученный металл планировалось использовать для изготовления ядер, бомб и гранат.
Уже через несколько дней — 16 октября 1800 года Правлению завода была представлена первая продукция: ядро, бомба и граната, «которые суть первые посредством кокса в сей империи отлиты».

### Развитие

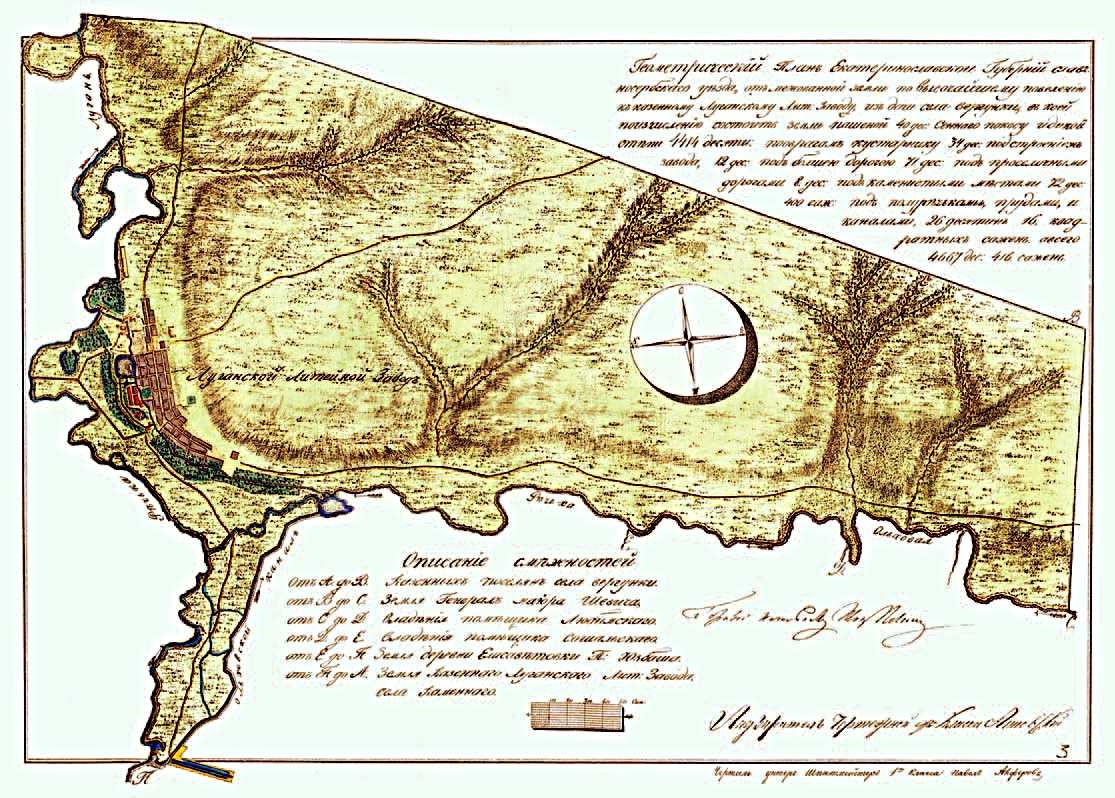
Карта земель, принадлежащих Луганскому лийтеному заводу.

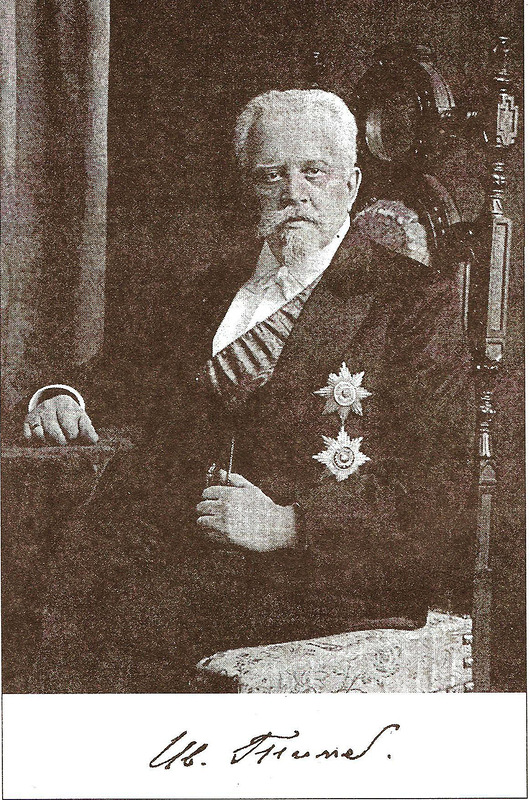
Иван Тиме.

Аполлон Мевиус.

Луганский литейный завод действовал и продолжал расширяться. В 1803 году закончили домну № 2, которая была на треть меньше первой. В 1804 году установили паровую машину для сверления пушек (раньше механизмы на этом участке приводились в движение силой действия воды). Кроме доменного и литейного на заводе работали кузнечный, слесарный, столярный, токарный цеха, производство по обработке камня. Возводились административные здания и жилые дома.
В 1804 году английский механик Макли закончил сооружение первой машины и мельницы для сверления пушек. В это время завод выпускал пушки, снаряды, гранаты и другие виды вооружения и снабжал ими Черноморский флот.
Так как после Отечественной войны 1812 года военные заказы снижались управляющий Яков Христианович Нилус думал над конверсионным производством.
В частности он осуществил попытку наладить на Луганском заводе производство жатвенной машины Смита.
Для этого управляющий запросил копию жатки и поручил сделать её модель. Однако изменения, внесённые механиком завода Утгофом по замене круглого ножа двумя обыкновенными косами не улучшили конструкции, она оказалась неэффективной, и от её производства отказались.
В 1820-х годах на при предприятии был создан заводской минералогический музей, который в то время стал крупнейшим научным центром Юга России. В 1823 году при заводе была открыта первая горная школа. В 1825 году на предприятии начала действовать образцовая сельскохозяйственная ферма, а в 1930 году она была преобразована в несколько учебных учреждений для обучения рациональных методов ведения сельского хозяйства.
В 1827 году Евграф Ковалевский и Иван Ильин основали при заводе научно-техническое горное товарищество, которое в 1840 году было реорганизовано в научное товарищество горных инженеров. В 1836 году на заводе была основана первая метеорологическая обсерватория. В 1838 году была введена в строй механизировання буровая установка ударного действия. В 1839 году было открыто Луганское заводское училище.
В 1843 году по проекту заводского инженера М. Летуновского строится пароход с металлическим корпусом для Черноморского флота.
В конце 1863 года на заводе началось строительство пудлинговой фабрики, для которого в 1864 году Горный департамент командировал специалиста Котляревского. Стены корпуса пуддинговой фабрики возводились из белого камня, добытого недалеко от завода. Крыша здания была покрыта железом. В январе 1866 года фабрика вступила в действие.
В 1866 году по проекту Ивана Тиме на заводе изготовлен большой паровой молот, а по проекту Аполлона Мевиус и Владимира Фелькнера оборудовали сталепрокатный цех, который работал на каменноугольном сырье.

### Посёлок Луганский завод
Вслед за развитием завода, обустраивался и посёлок.
В начале 1830-х годов на территории посёлка Луганский завод насчитывалось 184 частных дома, 74 казённых казармы.
Развивалась торговля.
Каждую неделю здесь собирались базары, где торговали мёдом, шерстью, металлическими изделиям, черепицей, углём и строительным камнем.
В конце 1850-х годов на территории посёлка действовало 10 салотопных, два воскотопных, два предприятия по производству: сальных свечей, кожевенное и мыловаренное предприятия, 8 черепичных и кирпичных, два известковых предприятия, три маслобойни и 17 мельниц.
Уже к 1861 году здесь проживало 9 тысяч человек, в посёлке насчитывалось 1568 каменных и 227 деревянных домов.

### Проблемы

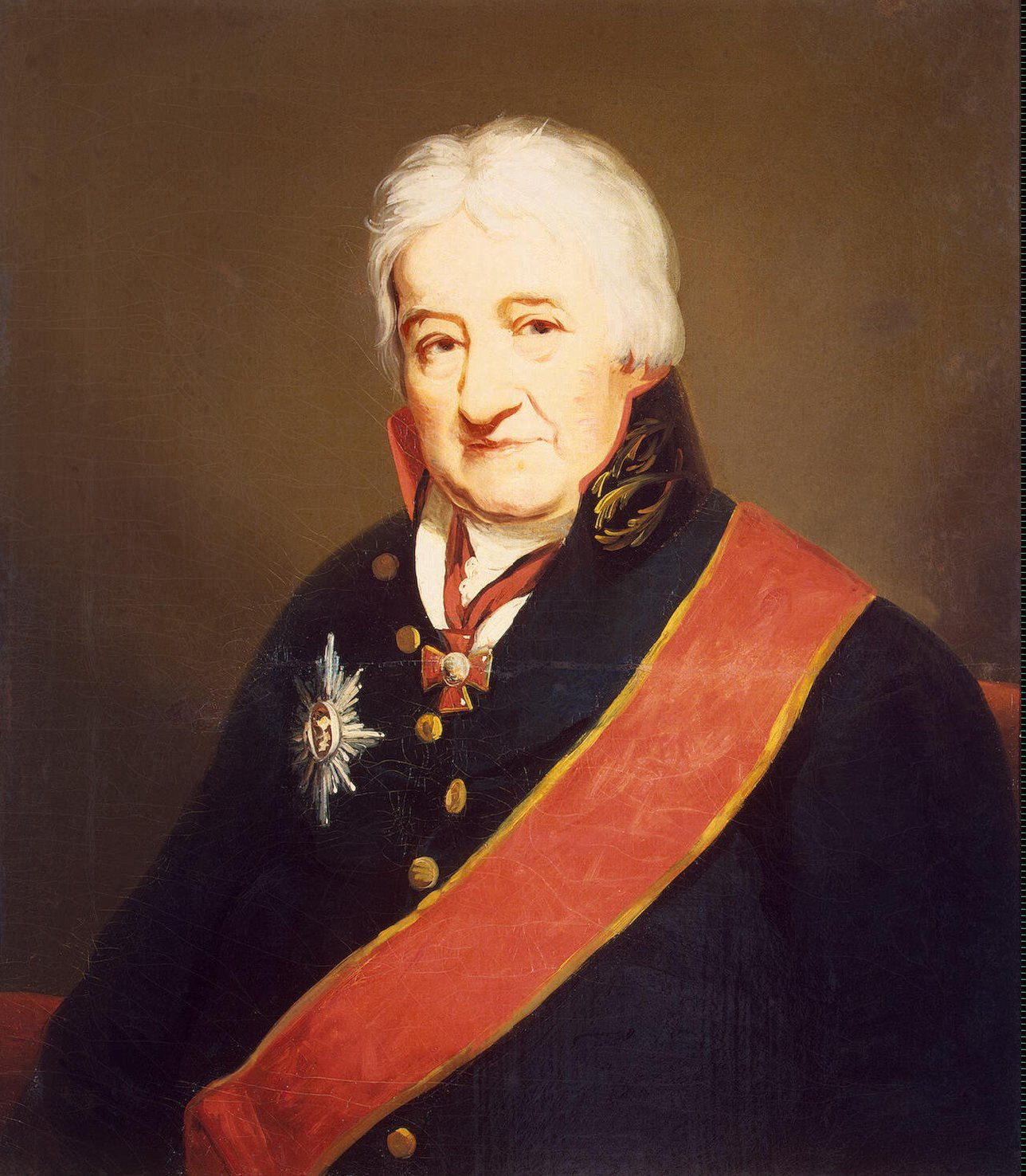
Карл (Чарльз) Гаскойн

Завод и сопутствующий ему посёлок развивались, однако очень рано руководство предприятия столкнулось с неразрешими проблемами, которые далее только усугублялись.
Хотя на заводе были созданы две доменные печи, две вагранки и пять воздушных печей, однако доменный процесс дальше экспериментов не пошёл, домны простаивали и действовали только воздушные печи, производившие отливку пушек, ядер и гранат из привозного чугуна.
Организовать промышленный процесс выплавки чугуна на минеральном топливе не удалось, а из-за бездорожья случались большие перебои в обеспечении завода лисичанским углём.
Недовольное таким положением горное ведомство, 25 сентября 1805 года вынесло выговор директору завода.
Несмотря на порицание Гаскойн сообщил правлению завода, что решил направить на завод специалиста-доменщика и обещал к 1806 году запустить предприятие на полную мощность.
Директор увеличил число рабочих дней, за двойную оплату он выкупил у рабочих все праздничные дни, за исключением двух дней Рождества и двух дней Пасхи, а также воскресенья.
Для поощрения работников вводилась система премий с прибыли от продажи продукции.
Однако Карлу Гаскойну не удалось довести задуманное до конца: 20 июня 1806 года он скоропостижно скончался.

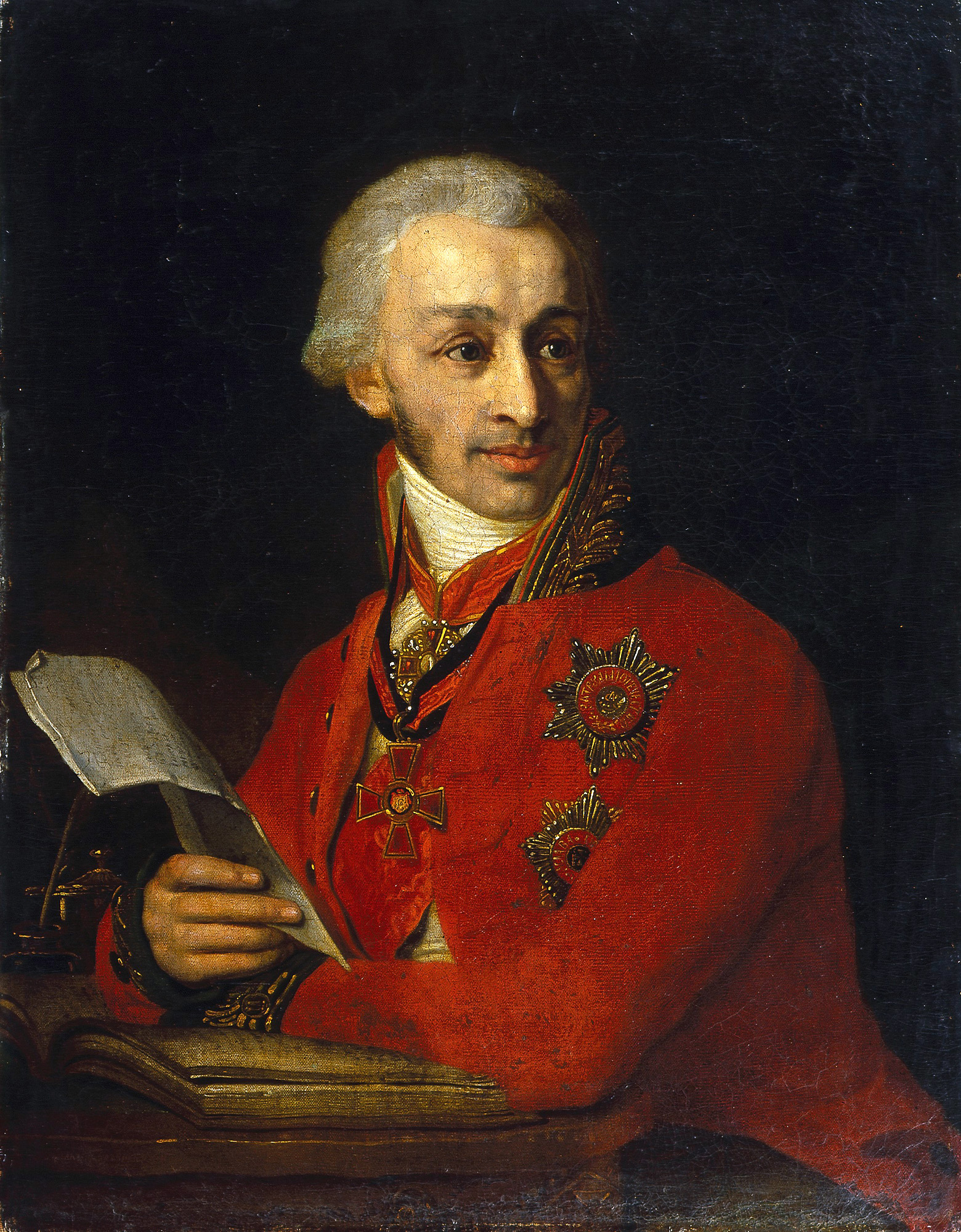
Фёдор Голубцов

После смерти директора Горный департамент Министерства финансов решил провести обследование завода.
На Лугань был прислан чиновник Горного департамента обер-берггауптман 5-го класса П.Ф. Ильман.
Он провёл разведку и сделал анализ железных руд и угля, повторил опыты по выплавке чугуна на коксе.
В результате Ильман был разочарован результатами, по его мнению, из местной руды получить хороший чугун не удавалось.
Чиновник предложил закрыть завод.
Однако назначенному после смерти Гаскойна горным начальником завода Яков Христианович Нилус отстоял завод.
В своём докладе Горному департаменту последний настаивал на продолжении деятельности завода:
Несмотря на недостаток природных руд,  Луганский завод надлежит продолжить навсегдашние времена, поскольку сибирские заводы заменить его не могут.
Чиновники решили сохранить завод, однако с этих пор он стал работать как передельный — на привозном сырье.
В соответствии с представлением горного начальника министр финансов Фёдор Голубцов предложил Горному департаменту отпускать Луганскому заводу необходимое количество чугуна с уральских заводов.
Во исполнение решения чиновников, весной 1808 года пермский купец Попов[уточнить] доставил из Камско-Воткинского завода вешними водами в Луганск 15 000 пудов уральского чугуна знаменитой марки «Старый сибирский соболь» и завод продолжил выпуск продукции военного и гражданского назначения.
Однако в 1809 году на заводе случился пожар, в котором сгорели: первый доменный корпус, цилиндрическая раздувальная машина столярный цех со всеми инструментами, большое количество сухого заготовленного лесу, модель-камора, 3-я сверлильная и вновь устроенная машина для точильных камней и многое другое.
Ущерб от пожара составил 24 209 рублей, что существенно подорвало его экономическое положение.
Однако казна восполнила лишь часть потерь — Александр I повелел отпустить из государственного казначейства только 15 тысяч рублей.

### Ликвидация
Несмотря на инновации, заложенные при создании завода разработка передовых методов плавки не была завершена в полной мере.
Заводу приходилось работать на привозном уральском сырьё, что заметно повышало себестоимость.
Начиная с 1816 года Луганский литейный завод стал приносить одни убытки и несколько раз на протяжении своей истории предприятие находилось под угрозой закрытия.
Только благодаря высокому качеству выпускаемой продукции, а также высокому спросу на пушки и боеприпасы в военное время заводу удалось просуществовать продолжительное время.
Через 30 лет своего существования казённый завод постепенно пришёл в упадок и вновь зазвучали предложения о его полной ликвидации ввиду бесперспективности.

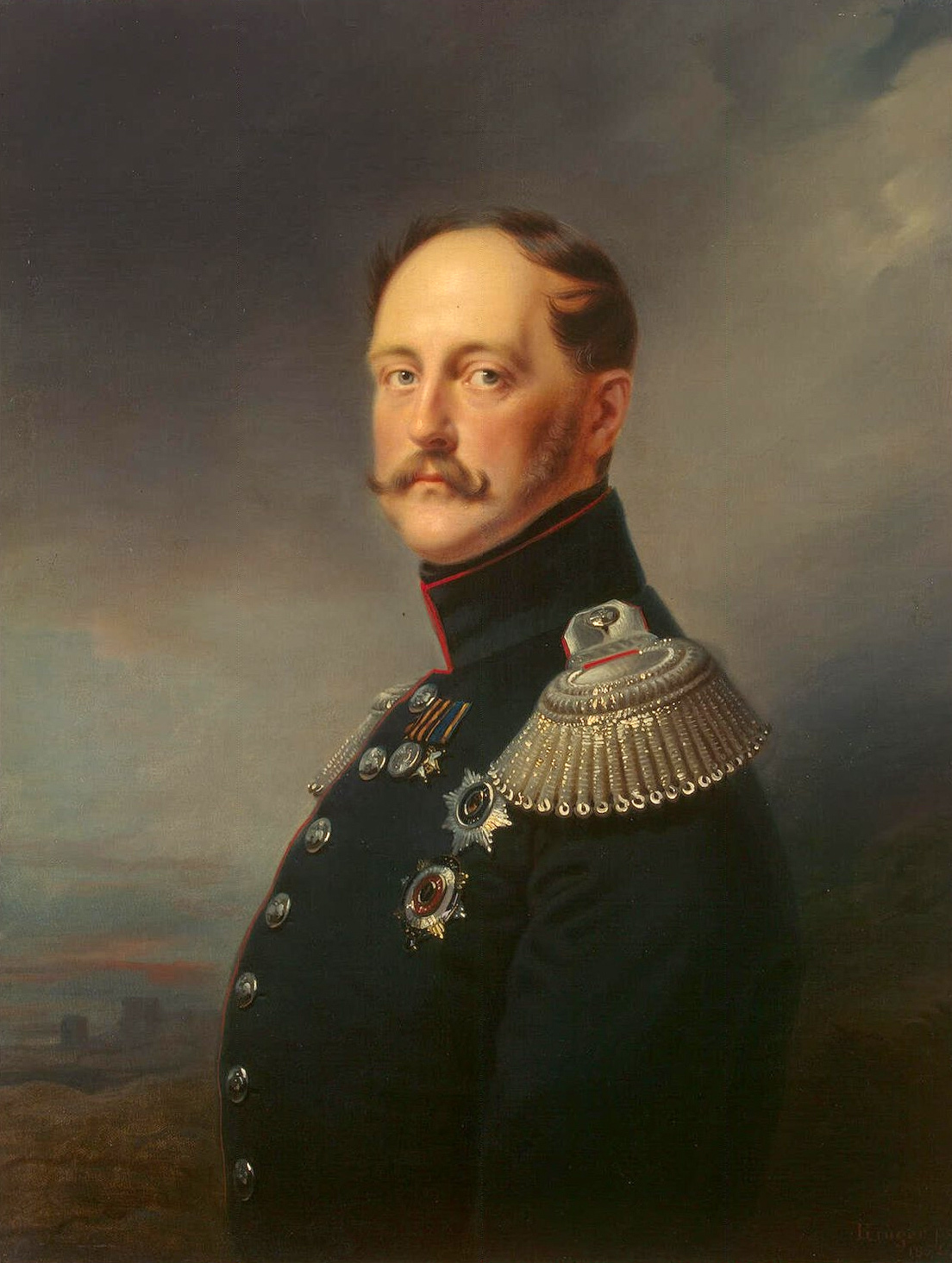
Николай I

Ещё 3 декабря 1827 года министр финансов обратился к императору за разрешением «употреблять на поправки разных других горных заведений сумму, ассигнованную для сего на уральские заводы», на что на журнале Комитета министров Николай I собственноручно написал:
Согласен, по Луганскому заводу надо сделать проект нового устройства, ибо не стоит тратить деньги на нынешнее его положение
.
Однако завод, славящийся своим качеством, продолжал существовать и даже развиваться ещё многие десятилетия. Во время Крымской войны при помощи гужевого транспорта он снабжал артиллерийскими боеприпасами весь черноморский театр военных действий, а во время войны 1877—1878 гг. численность его работников достигла полутора тысяч. Лишь в последней трети XIX века, в условиях массового появления новых частных металлургических заводов Юга России (начиная с Юзовского в 1870) и усложнения конструкции боеприпасов, которые было всё сложнее изготавливать на устаревшем оборудовании, старый казённый завод окончательно захирел. 

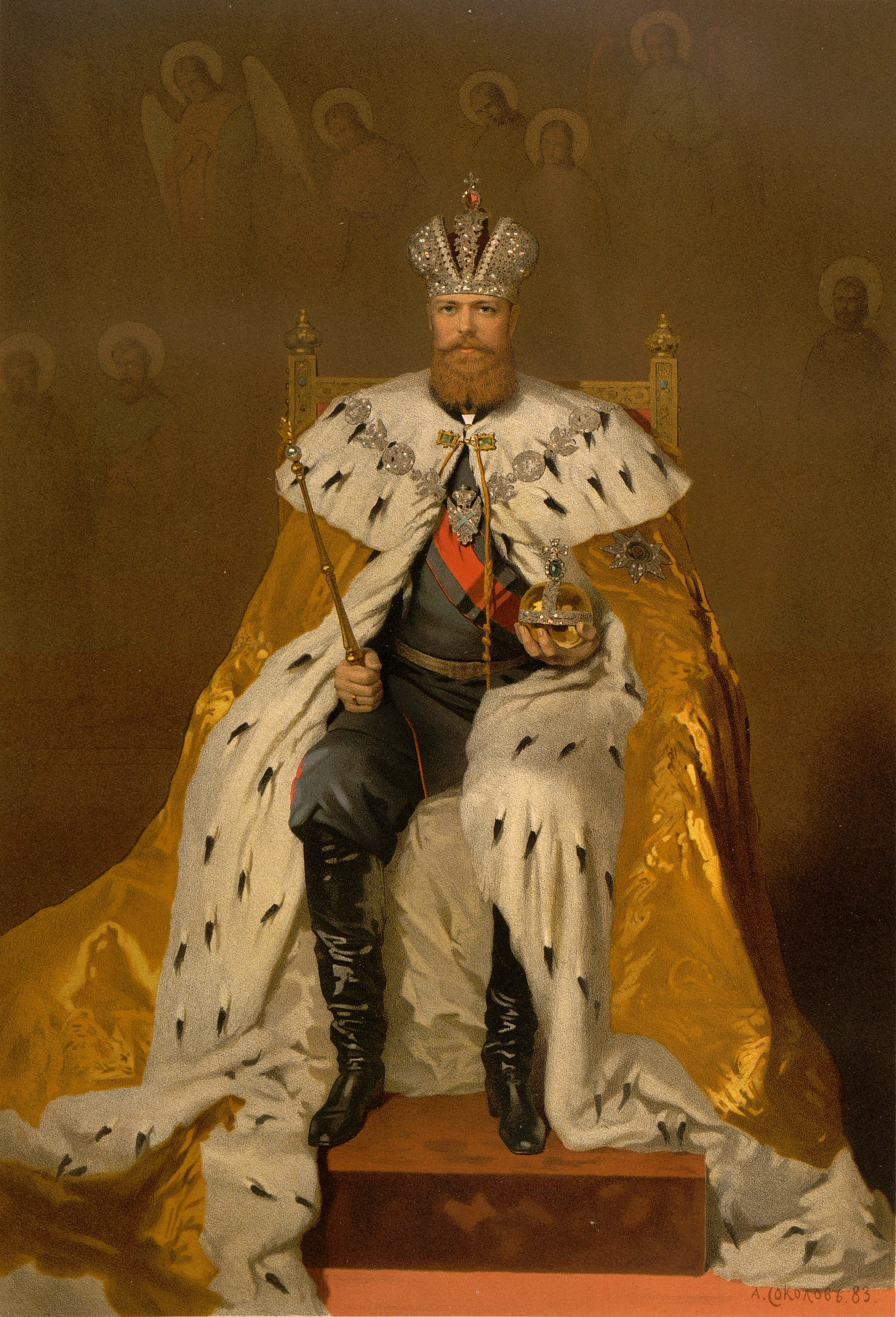
Александр III

Попытка приватизации завода в 1876 году натолкнулась на отсутствие желающих его купить, отсутствие заказов в 1876—1877 гг. привело к тому, что он выполнил срочный военный заказ лишь к окончанию кампании, а доля брака при постоянно снижающихся допусках в конструкции новых шрапнелей и гранат к 1880-м гг. достигла 70%. Кроме того, он не мог вытачивать боеприпасы крупных калибров, появившихся в артиллерии в 1860-е гг. В этой ситуации предложение Министерства государственных имуществ о сдаче его в аренду в частные руки во второй половине 1880-х гг. повторно наткнулись на отсутствие интереса частных инвесторов, и 20 июня 1887 года Александр III подписал Указ, первый пункт которого предписывал:
Действие Луганского казённого завода, постоянно сопровождающееся одними убытками для казны, прекратить.
Официально Луганский литейный завод был закрыт в августе 1887 года, совсем немного не дожив до своего 100-летия.

### Перерождение
В 1891 году в Российской империи в связи с утверждённым новым образцом трёхлинейной винтовки и патрона к ней возникла необходимость перевооружать армию.
Существующие на тот момент заводы не справлялись с поставленной задачей, поэтому было решено построить на юге России новый казённый патронный завод.
С целью решения этой задачи инженер-полковник артиллерии Н. П. Сомов[уточнить] писал в служебной записке: «…многочисленное население Луганска и окружных сел подготовлено к заводским работам».
12 октября 1892 года последовало Высочайшее соизволение, утверждённое Александром III — недействующий Луганский литейный завод со всем движимым и недвижимым имуществом передать из Горного в Военное ведомство.
Торжественная закладка патронного завода состоялась 26 августа 1893 года — через пять лет после закрытия литейного завода.
Новое предприятие было построено за два года и являло собою образец использования передовых технологий того времени.
Как писал возглавлявший хозяйственно-строительную комиссию по постройке завода полковник артиллерии Клавдий Егорович Кабалевский: «На месте старых развалин возведены постройки со всеми новейшими приспособлениями».
В день рождения императора Николая II 6 мая 1895 года состоялось торжественное открытие Луганского казённого патронного завода, который вдохнул новые жизненные силы в город Луганск.

## Кадры

### Управляющие
Управляющие литейного завода фактически являлись руководителями образовавшегося вокруг него посёлка — то есть исторически — первыми руководителями Луганска.
- 1795—1806 — Гаскойн Чарльз (Карл) Карлович.
- 1806—1822 — Нилус Яков Христианович.
- 1822—1826 — Гесс де Кальве Густав Густавович.
- 1826—1835 — Ильин Иван Васильевич.
- 1835—1840 — Мевиус Фёдор Павлович.
- 1840—1847 — Бекман Валериан Александрович.
- 1847—1853 — Фелькнер Фёдор Иванович.
- 1853—1861 — Летуновский Николай Терентьевич.
- 1861—1865 — Мевиус Аполлон Фёдорович.
- 1865—1871 — Фелькнер Иллидор Фёдорович.
- 1871—1876 — Летуновский Николай Николаевич.
- 1876—1879 — Подымовский Станислав Леопольдович.
- 1879—1880 — Зеленцов Иван Ильич.
- 1880—1882 — Данчич Дмитрий Васильевич.

### Зарубежные специалисты
Изначально Карл Гаскойн привлёк на завод 11 английских специалистов — «художников», как тогда назывались специалисты высочайшей квалификации.
На период строительства заводу главному механику Егору Шерифу поручалось сооружение всех машин для доменных и воздушных печей, а после запуска завода в его обязанности входило «сверлить, точить и отделывать пушки поштучно».
Смотрителем угольной ломки (рудника) был назначен Адам Смит (инженер и механик при отверстии угольных шахт), который прибыл на рудник лишь в июле 1797 года. Поэтому закладывал первую шахту Донбасса в Лисичьей балке и организовал добычу каменного угля Томас Ропер, которого здесь звали Тимофеем или Тимодеем.
С приездом на рудник Адама Смита Томас Ропер стал первым литейным мастером на Луганском заводе.
Директор завода высоко оценил вклад Томас Ропера.
Представляя его к чину марк-шейдера, Гаскойн писал, что с начала учреждения завода «Ропер занимался сперва поиском и добычей каменного угля, правильная разработка которого им начата. Потом добыча руды ему была поручена. Отливка орудий, снарядов, припасов и проч. под надзиранием его там начата, им же и поныне производится, при чём все земляные работы под смотрением его исправлены были».
Чин маркшейдера получил мастер литейного дела Макслий.
Первым архитектором на заводе был Василий Норманн, который заложил фундамент завода и следил за прочностью зданий.
Чертёжную возглавлял мастер Роман Робертсон, по другим данным он был кирпичного и черепичного дел мастером, а чертёжную мастерскую возглавлял Роман Петерсон (или А. Петерсон).
Мастером стального дела, как сказано был Яков Гогард (по друим данным — Гарди).
Несколько позже на завод приехал А. Пикарон, а после отъезда Егора Шерифа в 1799 году на должность суперинтенданта был приглашён Джон Валкер.
Мастером модельного и столярного дела был Данила Макли.
Первым бухгалтером завода стал Василий Морган.
Кроме перечисленных на заводе работали следующие специалисты: каменного дела мастер А. Шан, кузнечный и слесарный мастер И. Клиштет, мастер при обтеске дикого камня Е. Хайсон, смотритель лесов А. Линц, мастером на угольной ломке работал Роупс, переводчиком с английского и французского языков был Томас Белли.
Мастером на угольной ломке работал Роупс.
Интересно, что у завода был свой садовод, которым стал Пётр Низбет.
Правление завода также состояло в основном из иностранцев — Нилуса, Пикарона, Бидберга.
Английские инженеры и менеджеры жили обособлено на центральной улице посёлка Луганский завод.
В то время она называлась Английской (ныне — ул. Даля).

### Отечественные специалисты

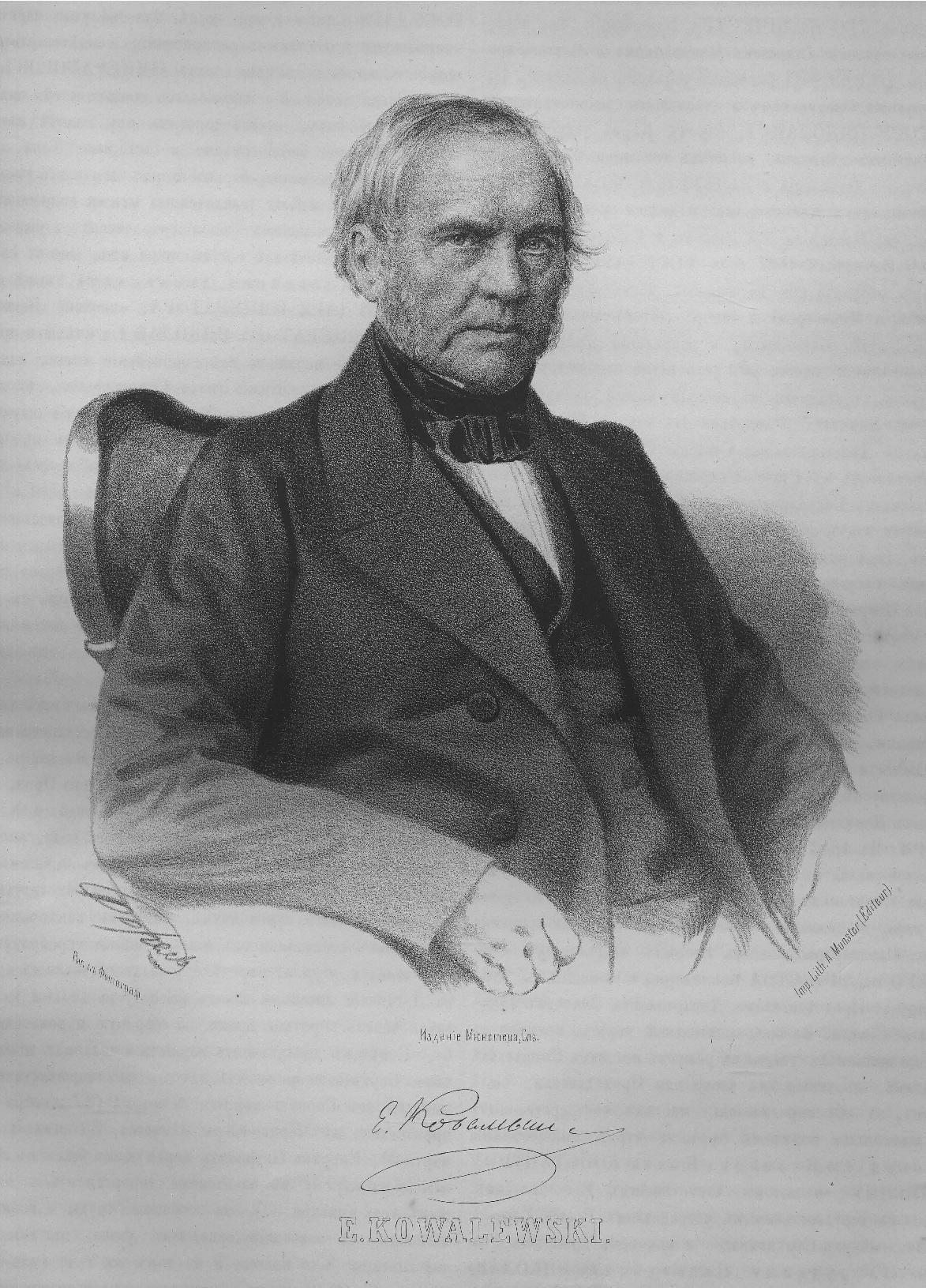
Евграф Петрович Ковалевский

Отечественных специалистов вначале на заводе было мало, хотя даже в правление входили русские чиновники Иванов и Безруков.
По некоторым данным в первом заводском правлении состоял Михаил Николаевич Чернявский, который в 1773 году окончил Петербургское горное училище и прошёл усовершенствование на Олонецких заводах.
Одно время он служил в чине маркшейдера, а затем обер-бергмейстера 7 класса был управляющим Луганского литейного завода, занимая также ряд других должностей.
С первых дней основания на заводе работали братья Иван и Семён Першины — оба получили чин маркшейдера.
Иван был смотрителем завода, членом правления предприятия, Семён также одно время был смотрителем.
В 1799 году на завод приехали практиканты Петербургского горного училища Иван Ильин, Иван Соколов и Василий Пиленко. Иван Ильин впоследствии стал крупным специалистом горного дела, в конце 1820-х — начале 1830-х годов возглавлял Луганский литейный завод. Василий Пиленко для прохождения практики был направлен на каменноугольный рудник в Лисичьей балке, где до 1805 года работал смотрителем, а затем ушёл в геологическую партию.
Окончив с отличием Горный кадетский корпус, в 1810 году на завод в качестве практиканта прибыл Евграф Петрович Ковалевский, которого судьба надолго связала с Луганским заводом. Уже работая на высоких постах в Петербурге, он не раз приезжал на завод, занимался проблемами его деятельности.
Евграф Ковалевский стал видным учёным-геологом, составил первую геологическую карту Донбасса. Учёные избрали его почетным академиком Петербургской Академии наук.
На Луганском литейном заводе выросли известные горные инженеры Н. Н. Теплов, А. К. Анисимов, братья Иваницкие и Носовы, В. Соколов и многие другие видные специалисты и учёные.

### Рабочие кадры
В период создания завода успех его деятельности во многом обеспечивали кадры квалифицированных рабочих.
В соответствии с указом от 14 ноября 1795 года, на Луганский литейный завод были переведены 575 квалифицированных мастеровых с семьями из Александровского (Петрозаводск — Олонецкие заводі) и Липецких заводов.
Из Александровского завода в апреле 1796 года прибыло не 100 человек с семьями, как предусматривалось указом, а лишь 33 квалифицированных рабочих, 26 из которых имели стаж заводской работы свыше 10 лет, 9 мальчиков-подростков до 15 лет и 40 женщин — членов их семей.
Среди мастеровых из Петрозаводска были люди, освоившие те квалификации, которые требовались для деятельности завода, — добычу и промывку руды, плотницкие, столярные, слесарные и токарные работы, формовку и отливку снарядов, доменное и кузнечное дело.
Среди квалифицированных александровских рабочих выделяются кузнец Хвалимов, мастер молотового цеха Ларион Данилов, подмастерье машинного цеха Павел Литвинов и подмастерье доменного цеха Василий Горшков.
Указанный в формулярном списке Павел Мезенцев, к примеру, освоил формовку, отливку и сверление пушек, мастер Ларион Данилов — плотницкое и столярное дело, Николай Слонов — формовку и отливку снарядов, Василий Горшков — ковку железа разных сортов.
Из числа прибывших из Петрозаводска пять человек умели читать и писать.
Из Липецкого, Боринского и Козминского заводов, которые обычно называли Липецкими, прислали мастеровых значительно больше, чем намечалось: 777 мужчин и 875 женщин.
В 1797 году Луганскому заводу были переданы мастеровые Херсонского частного завода медных пушек, основанного в 1791 году Асаном Струговщиковым. После смерти владельца завод был взят в казну и в 1793 году закрыт.
Из Херсона приехало 68 мастеровых, а всего с семьями — 97 чел.
Это были те рабочие, которых Григорий Александрович Потёмкин перевёл из России в Херсон.
Переведённые на завод мастеровые были казёнными работниками различных производственных квалификаций, наряду с которыми, в сооружении предприятия принимали участие 194 высококвалифицированных вольнонаёмных строителей из центральных губерний России, занимавшиеся отхожим промыслом.
В основном это были плотники и каменщики из Ярославской губернии, которые были заняты постройкой цехов, домов для служащих и казарм для рабочих.
Для производства вспомогательных работ к заводу были приписаны крестьяне из ближайших казённых сел: Фащевки, Орехово, Петропавлово и Городище.
Для перевозки всех необходимых заводу материалов вначале были присланы 200 артиллерийских погонщиков.
Впоследствии их заменили крестьянами (до 2000 душ мужского пола), которых указом предписывалось выкупить в казну у однодворцев Тульской и Курской губерний, а затем поселить вблизи завода.
Для сооружения каналов, резервуаров, плотин, необходимых для регулирования поступления вод рек Лугани, Ольховкой, Белой на турбины завода был прислан Витебский полк солдат.
В 1797 году в посёлке Луганский завод работало 575 мастеровых, присланных из Петрозаводска, Херсонского, Александровского, Липецкого чугунолитейных заводов, 2080 государственных крестьян.
По данным на 1 октября 1797 года на строительстве Луганского литейного завода из общего числа 878 рабочих было занято 194 вольнонаёмных, из них: пильщиков было 14, на кладке стен было занятно 106 каменщиков, 74 человека тесали камень.
В 1803 году по указу правительства на Луганский завод были присланы 500 человек рекрутов из Екатеринославской, Воронежской, Рязанской губерний.

### Преступники и военнопленные
Кроме казённых и вольнонаёмных рабочих, при строительстве Луганского завода использовались преступники и бывшие польские военнопленные, которых охраняла целая воинская команда.
На предприятие была сослана группа скопцов — членов запрещённой религиозной секты.
Для исправления на тяжёлые земляные работы помещики отдавали своих непокорных крепостных крестьян, совершивших побеги.
Что же касается польских военнопленных, то с ними произошёл исторический казус.
После четвёртого раздела Польши армия этой страны была распущена, однако отдельные бывшие военнослужащие польской армии, оказавшиеся на положении военнопленных, не сразу нашли своё место в жизни.
Для крепостнического Российского государства это послужило поводом считать их бродягами и насильно привлечь на строительные работы.
На 1 октября 1799 года на Луганском заводе находилось 82 бывших польских военнопленных, из которых работало только 59 человек.
Причём в результате жалоб и ходатайства помещика П. Штерича и администрации завода поляки были освобождены и отправлены к прежним местам жительства.
Тем же, кто не имел своего дома, разрешалось строиться в Новороссийской губернии, где для этих целей им отдавалось по 15 десятин земли.

### Повинность для крестьян

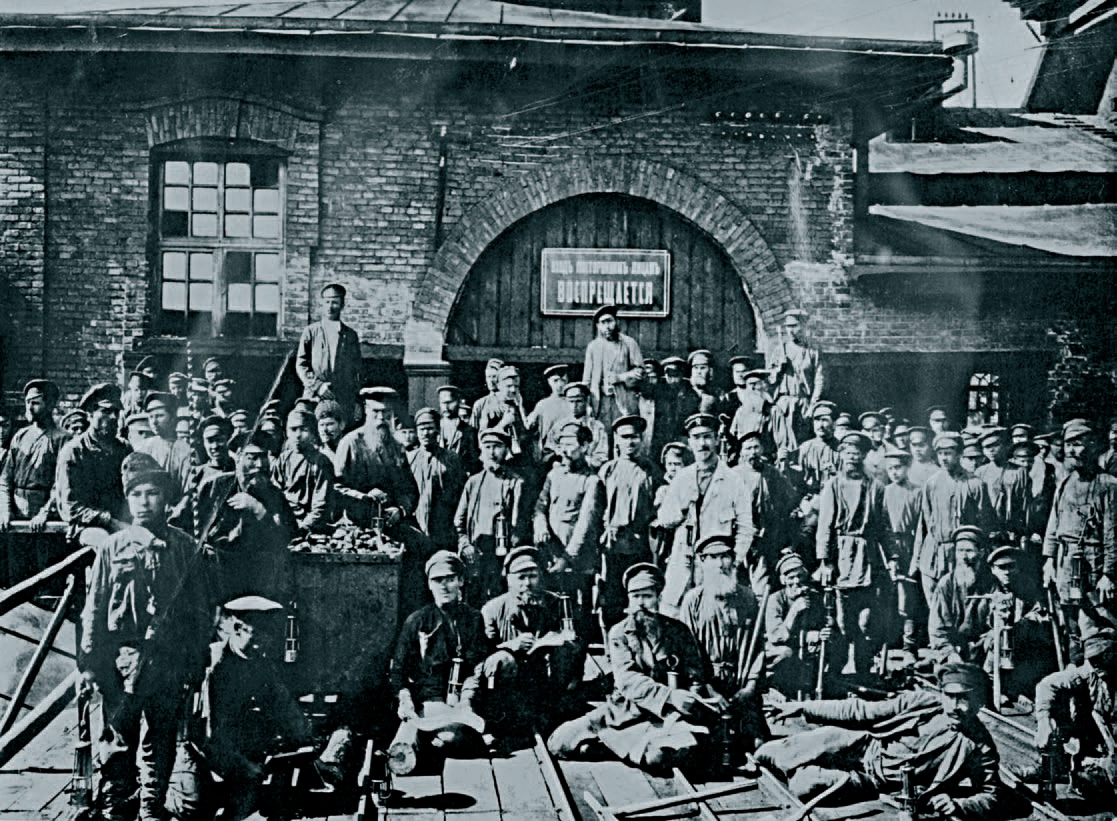
Шахтёры перед спуском в шахту
«К. Скальковский»
(ныне окрестности Лисичанска).

Высылка на Луганский завод провинившихся крестьян имела место ещё в начале XIX века, однако особенно большой размах она приобрела в 1810—1820 года, когда ежегодно на заводские работы поступали десятки крепостных крестьян.
Обычно они направлялись помещиками на завод для «исправления» на разные сроки, но иногда даже без указания срока — до востребования.
Для перевозки угля из Лисичьей балки к заводу было приписано 2600 душ крестьян казённых сёл Городище, Фащевка, Орехово и Петропавловского Славяносербского уезда.
Каждый из них обязан был в течение года перевезти из каменноугольного рудника в Луганск на расстояние 80 верст 120 пудов угля, а завод выплачивал за них налоги в казну.
Однако эти обязанности оказались не по силам крестьянам и многие из них были доведены до разорения.
Приписные крестьяне не раз обращались с жалобами и просьбами в разные инстанции.
Например, в конце 1817 года они писали российскому императору Александру:
Воззри милостивым оком на несчастных, обремененных возкой по дальнему расстоянию уголья и лишенных надежды к будущему благосостоянию жизни, о избавлении нас от завода просим Вашего августейшего воззрения.
Однако на тот момент решения не последовало.

### Непременные работники Лисичанска

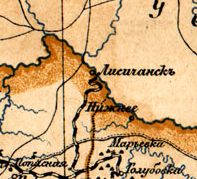
Лисичанск на карте Екатеринославской губернии в XIX веке

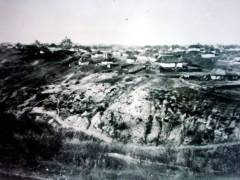
Виды Лисичанска в 1895 году

10 января 1821 года вышел указ, по которому казённые крестьяне села Верхнего, где проживало тогда 1232 человека, переводились на положение непременных работников Луганского литейного завода.
Им вменялось в обязанность перевозить уголь на своих лошадях и волах с Лисичанского рудника в Луганск.
Оплата труда непременных работников, как и мастеровых, была денежно-натуральной.
Непременным работникам полагался провиант — два пуда муки в месяц на работника и пуд на иждивенца, денежное жалование 20 рублей в год.
Для непременных работников, как и для мастеровых, был установлен жесткий военизированный порядок и их жизнь регламентировала «Инструкция о должности исправнику над непременными работниками».
Над ними были поставлены исправник, старшина, сотник, десятники, которые неусыпно следили, за выполнением работниками возложенных на них обязанностей.
Горное начальство имело очень большую власть над мастеровыми — оно могло их штрафовать, жестоко наказывать розгами и шпицрутенами.
Резкое ухудшение положения, жестокие притеснения и произвол со стороны администрации вызвали у верхнян протест.
8 октября 1821 года они обратились к царю с жалобой и просили вернуть их в прежнее состояние военных поселян, писали министру финансов. 16 июня 1822 года 39 непременных работников отказались выходить на работу. Инициаторы были наказаны: Иван Исаенко и Иван Попов (бежал в слободу Боровскую, написано в истории пгт. Боровское) арестованы и посажены в заводской острог, семь других работников без всякого суда высечены розгами.
Но жителей Верхнего это не останавливает, 6 апреля 1823 года они снова пишут жалобу царю, добиваясь освобождения от обязанностей непременных работников.
Только в 1832 году, более чем через десять лет, Луганский военный суд и горный суд департамента горных и соляных рассмотрели это дело и отверг почти все обвинения в адрес администрации. Просьба верхнян были сочтены неосновательными, а сами они признаны людьми «беспокойного духа», склонными к «напрасному искательству и неповиновению». На основании положения об устройстве Луганского литейного завода, утверждённого царём 28 апреля 1828 года, категория непременных работников была упразднена, а жители села Верхнего, несмотря на их упорное сопротивление, обращены в мастеровых. На положении крепостных рабочих они находились до отмены крепостного права.
После реформы 1861 года жители Лисичанска и Верхнего были освобождены от обязательной работы на руднике и наделены землёй. Однако наделы их были не одинаковыми. В связи с тем, что лисичане до работы на руднике не имели земли, полевой надел их составлял 1 десятину на ревизскую душу. Он не мог обеспечить даже нищенского существования.

## Продукция: успехи и достижения

### Боеприпасы и вооружение

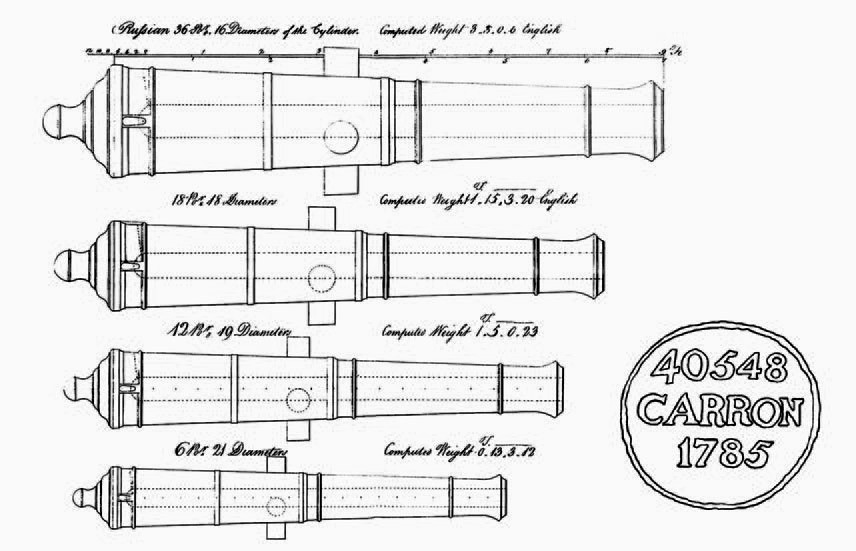
Фрагменты чертежей пушек и рисунок клейма на цапфе пушки, установленной на 4-м бастионе обороны Севастополя в ходе Крымской войны.

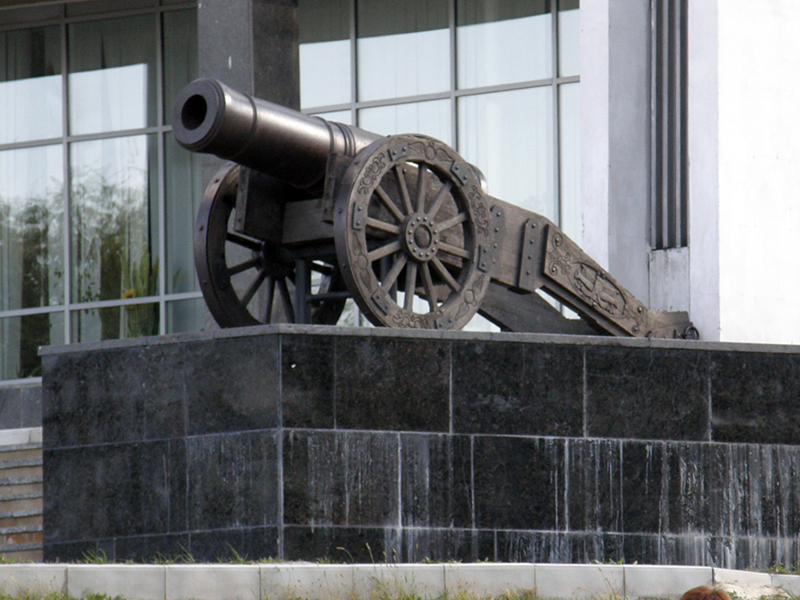
У входа в Луганский краеведческий музей.
Пушка «Крепостной единорог» отлитая на Луганском заводе, и ставшая одной из визитных карточек Луганска.
На пушке сохранились надписи: «Луганский литейный завод, Нач. Нилус.» и инициалы мастера: «А.С» (Сушков).

За короткое время Луганский литейный завод снабдил ядрами, бомбами и гранатами орудия всех крупных крепостей и оборонительных сооружений Черноморско-Азовского побережья, Киевского департамента, а также Подольскую и Кавказскую армии.
Победы русского флота в ходе Средиземноморского похода Ушакова у Корфу в 1798—1799 годах, в Андриатическом море у Бокка-Ди-Катарро в 1807 году, а также предотвращение турецкой экспансии в Европу были во многом одержаны благодаря Луганским литейщикам.
Во время Отечественной войны 1812 года и Войны шестой коалиции 1813—1814 годов чугун, выпускаемый Луганским литейным заводом поступал на Луганский пушечный завод, где из него выливались пушки с высокими на тот момент техническими характеристики.
В частности они имели стволы 7,5-12,5 калибров и стреляли ядрами весом 40 килограммов при диаметре 246 миллиметров.
Дальность выстрела этих пушек составляла до четырёх километров.
За один только 1812 года было выпущено 413 пушек, причём, по некоторым данным ни одна не разорвалась во время боёв.
Во время Крымской войны 1853—1856 Луганский литейный завод служил главным арсеналом всей Российской империи.
Персонал завода был увеличен в четыре раза и работал круглые сутки.
До ста обозов в день везли на фронт снаряды, корабельные баки и цистерны с водой.
Овладев Севастополем, европейские военные отметили, что у его защитников была самая «могущественная числом и калибром орудия артиллерия, подобной которой никогда не бывало при обороне крепостей».
Столь высокое качество продукции удавалось добиваться практически исключительно благодаря высокой квалификации рабочих, переведённых из лидирующих предприятий отрасли, а также менеджмента, долгое время остававшегося английским.
В отчёте 1847 года начальник предприятия В. А. Бекман писал о рабочих:
Все они обнаруживают большую сметливость, скоро понимают всякое новое дело и потому завод, имея превосходные машины, может принимать всевозможные заказы, от простого безмена до парохода.

### Весовые гири
Интересно, что строительство Луганского литейного завода совпало по времени с крупными метрологическими реформами в Российской Империи.
29 апреля 1797 года Павел I подписал указ «Об учреждении повсеместно в Российской империи верных весов, питейных и хлебных мер», с которого началась масштабная работа по упорядочению мер и весов.
Весовые гири отливались на казённых предприятиях по чертежам всё того же Карла Гаскойна.
Первоначально их выпуск был монопольно налажен на Александровском пушечном заводе (Олонецкая губерния), однако согласно Сенатскому Указу от 25 мая 1799 года к числу предприятий, которые обладали правом клеймения отливаемых гирь «при тех заводах под надзором тамошних начальников» присоединились Кронштадтский и Луганский заводы.

### Конверсионная продукция
В мирное время предприятие выполняло самые различные заказы, изготавливая сельскохозяйственные машины, оборудование для мельниц, салотопных, винокуренных, свеклосахарных заводов, а также кресты для церквей, чугунные памятники,

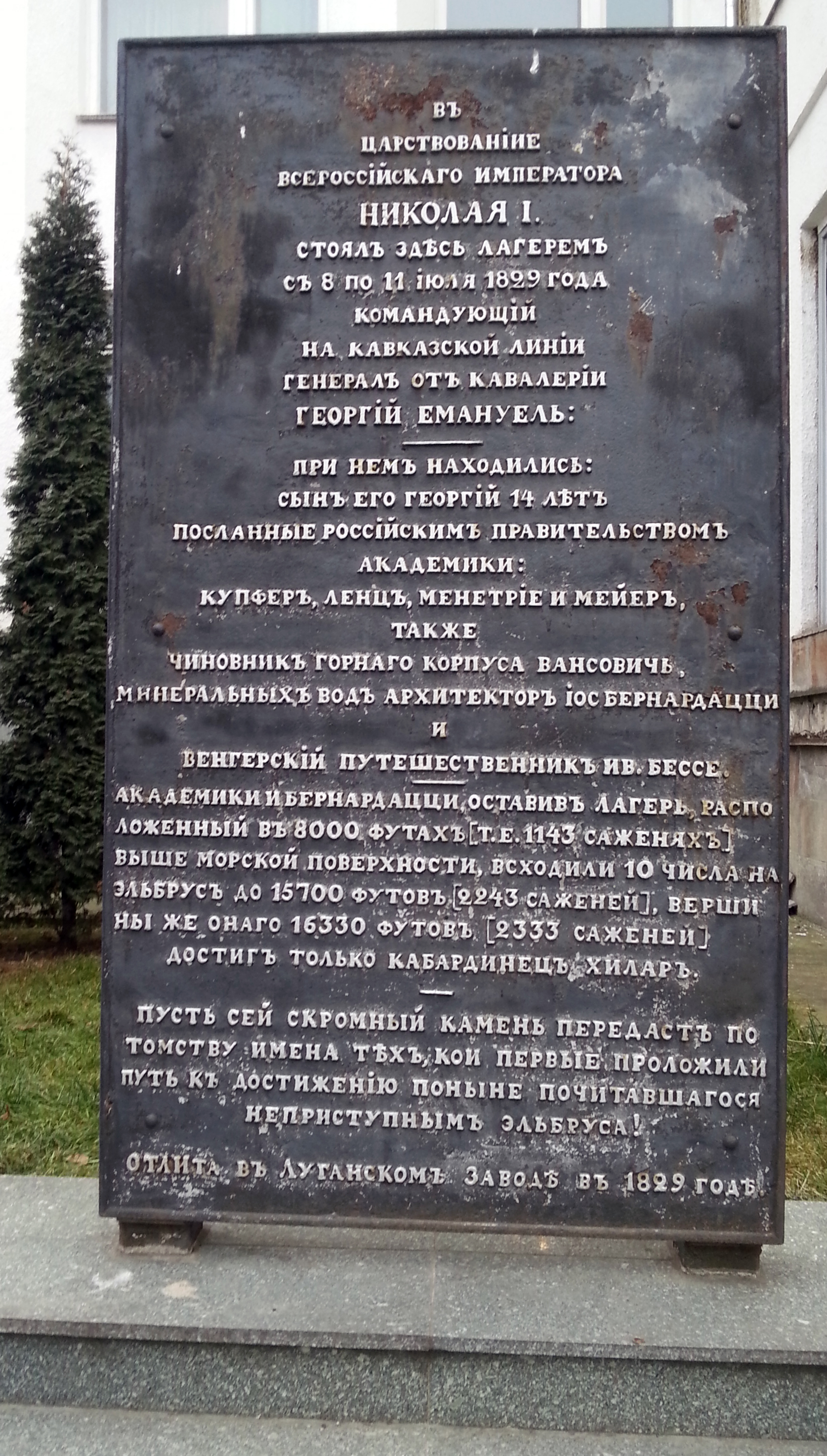
Памятная плита о покорении Эльбруса. Чугун. г. Нальчик. КБР. Отлита на Луганском заводе в 1829 г., в честь покорения Эльбруса генералом от кавалерии Егором Эммануэлем. Вторая плита на арабском языке установлена в Пятигорске.

топоры, утюги, замки, гири и многое другое.
Например, интересно разнообразие спецификации продукции завода для рынка частных заказчиков в 1810 года.
Изготовлялись бруски чугунные и железные для печей, бурава разных мер, бабы чугунные для забивания свай, винты для карет, кровати разные, вилы железные, вёдра, втулки для колес, топоры, молотки, гвозди, клещи, походные кузницы, гири, замки, чугунные дверцы для печей, горшки, кастрюли, оси железные, проволока, дверные ручки, пряжки, утюги, сани, ящики железные и чугунные, задвижки, заслонки, болты, гайки и даже деревянные бочки, баклаги, кирпич.
В 1837 году Луганский завод участвовал в выставке «Местных естественных и мануфактурных производств», которая состоялась в Екатеринославе.
Газета «Одесский вестник» писала об этом событии следующее:
Превосходные чугунные изделия, доставленные начальником Луганского литейного завода, по справедливости возбудили живое внимание и участие публики и куплены в один день. Не исчисляя всех достоинств, можно указать на следующее, как на примечательнейшее по отделке: духовая печь нового устройства, модели пушки-единорога, браслеты и перстни, отделанные в позолоте, часовые футляры, чернильницы, пряжки, бюст императора Александра I и прочее.

### Художественное литьё
В XVIII веке распространяется мода на художественное литьё, которое вскоре стало занимать довольно значительное место в продукции Луганского литейного завода.
Отдельные образцы его художественных изделий до сих пор хранятся в областном и городском музеях.
Сохранились имена известных мастеров — Фёдор Яковлев, который отлил большой колокол для Николаевского собора; Сушков, отливший барельеф с изображением основателя завода Карла Гаскойна.
Самыми крупными изделиями художественного литья, изготовленными на заводе, были два памятника, которые сооружены на месте битвы со шведами под Полтавой в честь её 100-летнего юбилея и в одном из важнейших пунктов сражений с французами 1812 года в городе Полоцке.

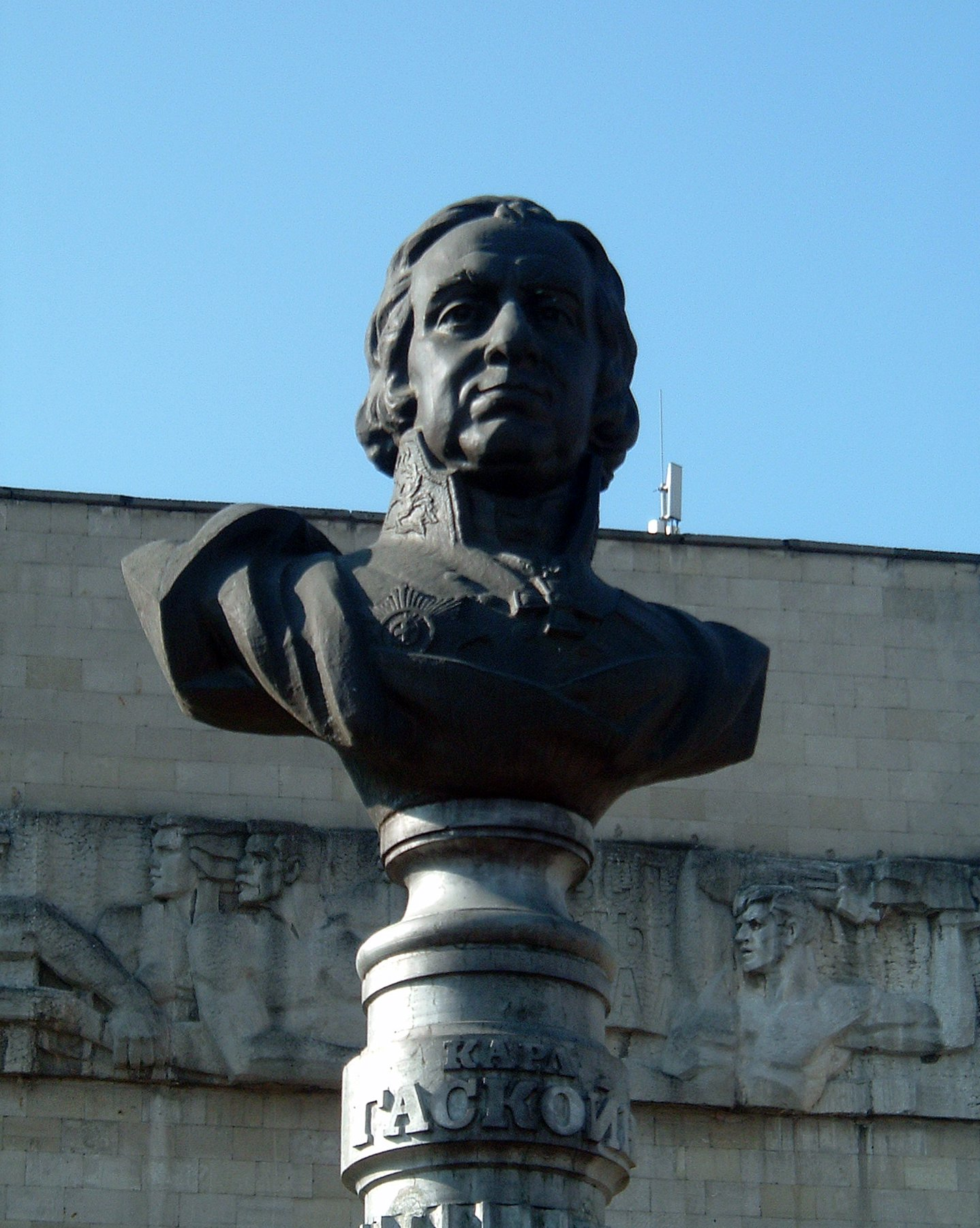
Памятник Карлу Гаскойну в Луганске
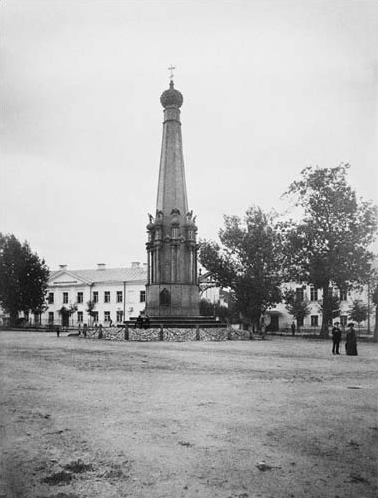
Памятник героям Отечественной войны 1812 года (Полоцк), начало XX века
Монумент Славы (Полтава)

### Специальные заказы
Луганский литейный завод выполняет также специальные заказы Кавказского наместника на инструмент, необходимый на сооружение кавказской дороги в Грузии по рекам Терек и Арагви.
Так же в Грузию для прииска каменного угля и усовершенствования там горного дела были откомандированны три специалиста Луганского завода: Валкер, Викарс, Максвин.